# BK Děčín
Le BK SCE Děčín est un club tchèque de basket-ball, évoluant en Mattoni NBL soit le plus haut niveau du championnat tchèque. Le club est basé dans la ville de Děčín.

## Noms successifs
- Depuis 1994 : BK SCE Děčín
- 1991 : BK ISD Děčín
- 1956 - ? : Lokomotiva Děčín
- 1952 - ? : Spartak-Karna Děčín
- 1945 - ? : Sokol Děčín

## Palmarès
- Finaliste du Championnat de République tchèque : 2015, 2016, 2017 et 2019
- Finaliste de la Coupe de République tchèque : 2012, 2015 et 2016

## Entraîneurs successifs
- 2002-2004 :  Zdeněk Hummel
- 2004-2019 :  Pavel Budinsky
- 2019- :  Tomáš Grepl